# Gruppe (periodiske system)
 For alternative betydninger, se Gruppe. (Se også artikler, som begynder med Gruppe)
I det periodiske system er en gruppe hver kolonne i systemet. Alle grundstoffer i en gruppe besidder samme antal valenselektroner og har dermed ensartede kemiske egenskaber. Der er i alt 18 grupper, hvoraf otte (grupperne 1, 2 og 13-18) hører under den tidligere benyttede betegnelse hovedgruppe og ti (Gruppen 3-12) i samme nomenklatur kaldtes undergrupper. I undergrupperne forefindes overgangsmetallerne. Oppefra og ned stiger grundstoffernes atomvægt. Elektronegativiteten aftager og den metalliske karakter tager til. Flere grupper sammensluttes i blokke. Grupper med særligt ensartede egenskaber betegnes også som "grundstoffamilier". Dette gælder hovedsageligt alkali- og jordalkalimetallerne såvel som halogenerne.
Sammenhænge på tværs af grupper eller blokke er i tidernes løb blevet opdaget og nogle har fået navn. Dette gælder blandt andet hestens spring.

## Gruppernes navne
Nummereringen af grupperne med arabertal (1 til 18) følger den gældende IUPAC-konvention (International Union of Pure and Applied Chemistry) og skulle løse uoverensstemmelser mellem den gamle IUPAC-konvention og CAS-konventionen. Da grundstofferne i visse grupper udviser særdeles lignende kemiske egenskaber, har de enkelte grupper specielle navne. Andre grupper har navne efter de mest kendte grundstoffer i gruppen.
Den gamle IUPAC-konvention var udledt i Amerika og stammer tilbage fra tiden, hvor systemet kaldtes langperiodiske system; A stod for den venstre og B for den højre side af systemet. Chemical Abstracts Service (CAS) anvendte indtil år 1986 en nummerering for kortperiodiske system. CAS-gruppebetegnelserne bruges stadig visse steder i Europa. A står her for hovedgruppegrundstoffer og B for undergruppegrundstoffer.
| IUPAC-konvention | Gruppenavn               | Hovedgruppe/Undergruppe | IUPAC (gammel) | CAS   |
| ---------------- | ------------------------ | ----------------------- | -------------- | ----- |
| Gruppe 1         | Alkalimetaller           | Hovedgruppe             | IA             | IA    |
| Gruppe 2         | Jordalkalimetaller       | Hovedgruppe             | IIA            | IIA   |
| Gruppe 3         | Scandiumgruppe           | Undergruppe             | IIIA           | IIIB  |
| Gruppe 4         | Titangruppe              | Undergruppe             | IVA            | IVB   |
| Gruppe 5         | Vanadiumgruppe           | Undergruppe             | VA             | VB    |
| Gruppe 6         | Kromgruppe               | Undergruppe             | VIA            | VIB   |
| Gruppe 7         | Mangangruppe             | Undergruppe             | VIIA           | VIIB  |
| Gruppe 8         | Jerngruppe               | Undergruppe             | VIIIA          | VIIIB |
| Gruppe 9         | Kobaltgruppe             | Undergruppe             | VIIIA          | VIIIB |
| Gruppe 10        | Nikkelgruppe             | Undergruppe             | VIIIA          | VIIIB |
| Gruppe 11        | Møntmetallerne           | Undergruppe             | IB             | IB    |
| Gruppe 12        | Zinkgruppe               | Undergruppe             | IIB            | IIB   |
| Gruppe 13        | Borgruppe / Jordmetaller | Hovedgruppe             | IIIB           | IIIA  |
| Gruppe 14        | Kulstof-silicium-gruppe  | Hovedgruppe             | IVB            | IVA   |
| Gruppe 15        | Kvælstof-fosfor-gruppe   | Hovedgruppe             | VB             | VA    |
| Gruppe 16        | Chalkogener / Syregruppe | Hovedgruppe             | VIB            | VIA   |
| Gruppe 17        | Halogener                | Hovedgruppe             | VIIB           | VIIA  |
| Gruppe 18        | Ædelgasser               | Hovedgruppe             | VIIIB          | VIIIA |

Yderligere betragtes også lanthaniderne og actiniderne som gruppe grundet deres usædvanligt ligedanne egenskaber. I disse grupper udfyldes f-orbitalerne, hvilket bevarer det samme antal valenselektroner.
De endnu ikke fremstillede grundstoffer med atomnummer 122 til 153 danner en gruppe af Glenn Seaborg kaldet superactinoider. I disse grundstoffer udfyldes 5g- og 6f-orbitalerne. Alle disse grundstoffer har sandsynligvis meget korte halveringstider.